# Martin Lyresius
Martin Lyresius († 28. Juni 1611) war ein deutscher Bischof und Weihbischof in Eichstätt.
1587 wurde Lyresius zum Priester für das Bistum Augsburg geweiht. Am 8. Januar 1603 wurde er zum Weihbischof in Eichstätt und Titularbischof von Philadelphia in Lydia ernannt. Er assistierte bei der Weihe von Blasius Laubich und Johann Gottfried I. von Aschhausen.